# エスタディオ・ヌエバ・バラステラ
エスタディオ・ヌエバ・バラステラ（Estadio Nueva Balastera）は、スペイン・カスティーリャ・イ・レオン州パレンシア県パレンシアにあるフットボール専用スタジアム。CDパレンシア・クリスト・アトレティコがホームスタジアムとして使用している。

## 概要
2006年10月10日、U-21スペイン代表対U-21イタリア代表のUEFA U-21欧州選手権2007予選にてこけら落としとなり、U-21イタリア代表が2-1でスペインを下した。
スタジアムは主にCDパレンシア・クリスト・アトレティコが使用するが、多くの集客が見込まれるパレンシアRCの試合の一部はこのスタジアムでラグビーが行われる。

## ギャラリー

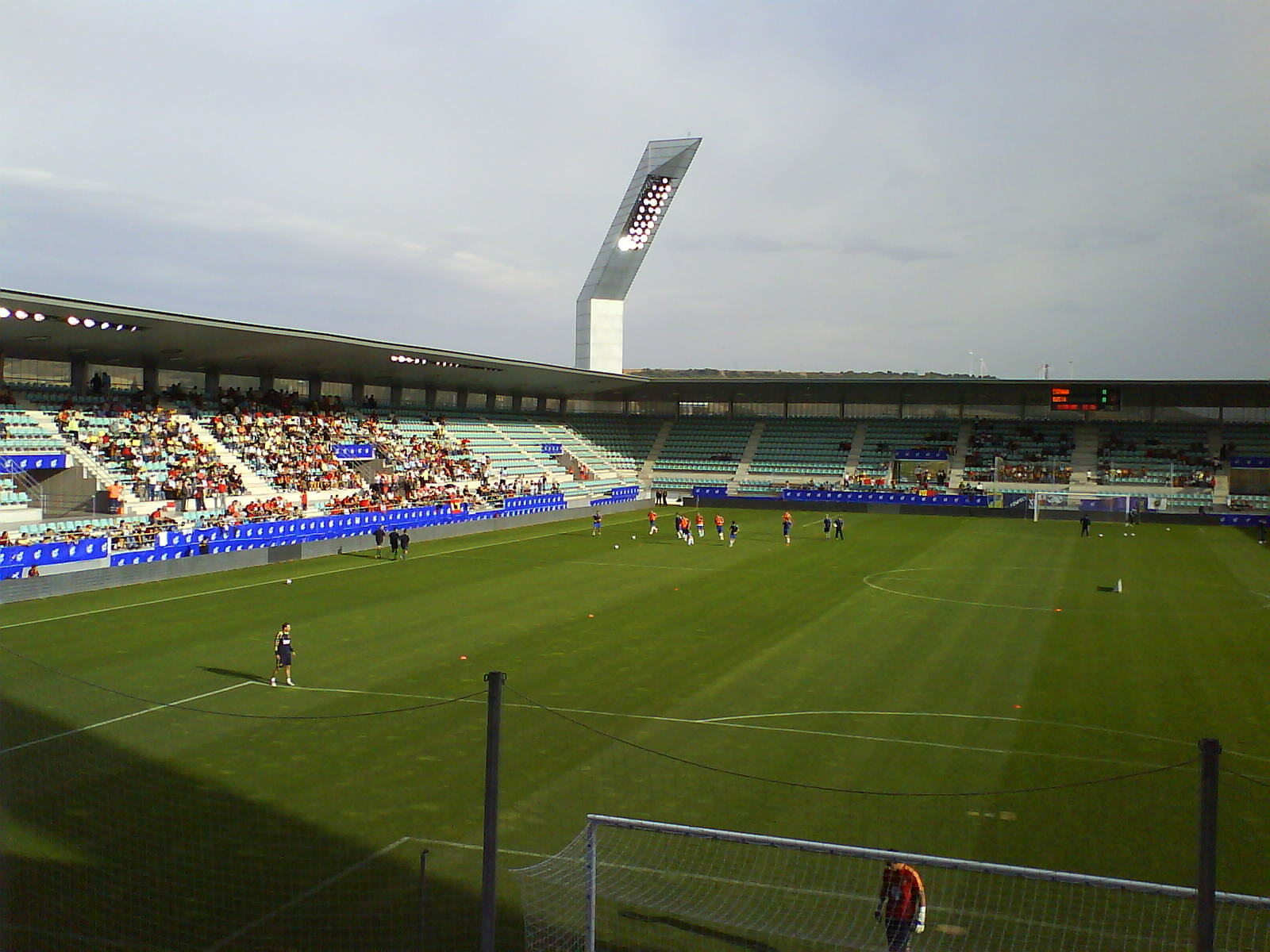
2008年の内観
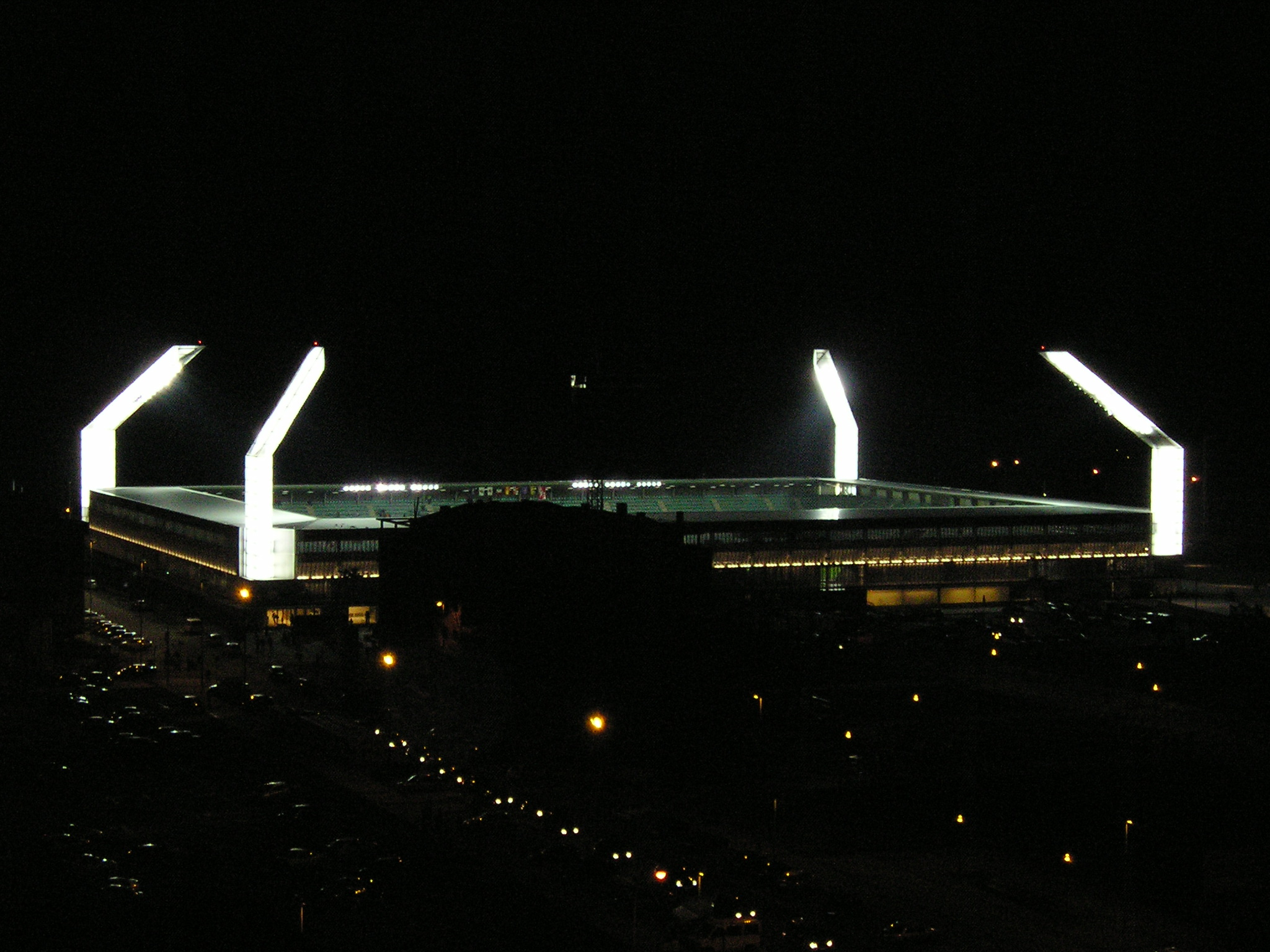
夜のスタジアム (2008年)